# نيو كاستل (نيوهامشير)
نيو كاستل (بالإنجليزية: New Castle, New Hampshire)‏ هي معلم جغرافي تقع في الولايات المتحدة في Rockingham County. يقدر عدد سكانها بـ 968 نسمة ومساحتها 6.2 كم2 ووترتفع عن سطح البحر 6 متر.

## معرض صور

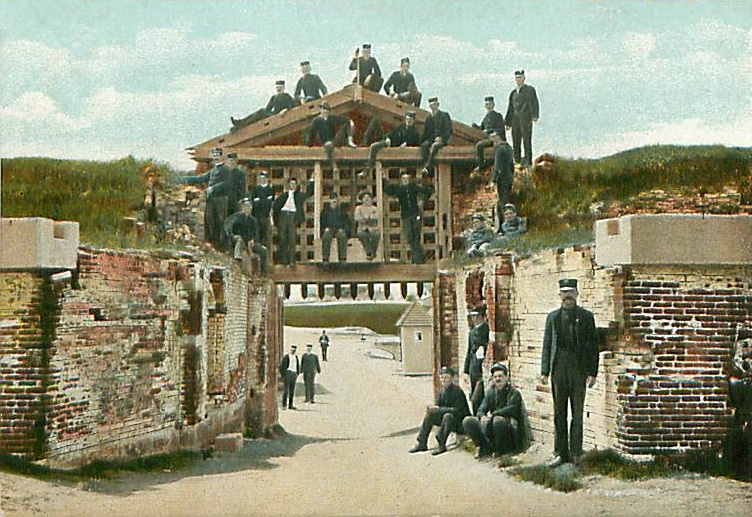
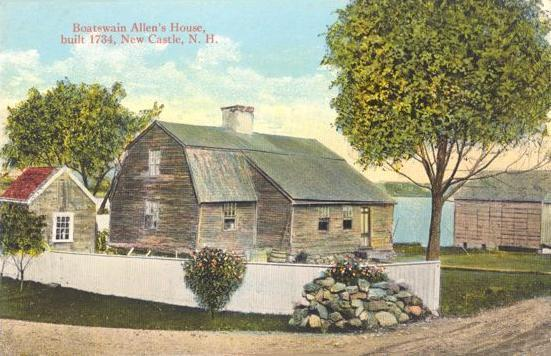
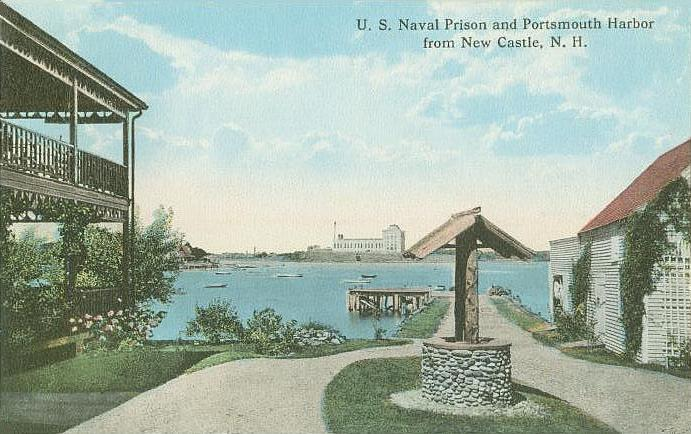
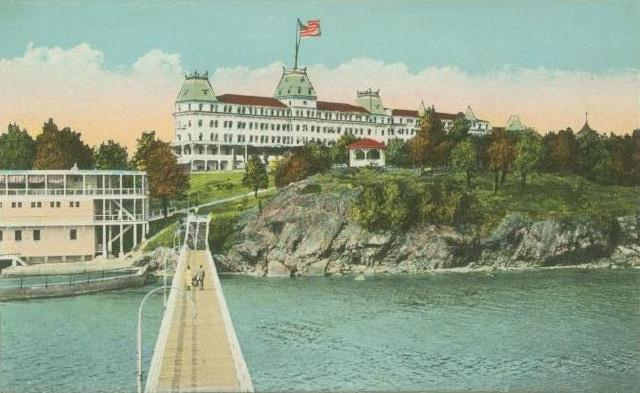
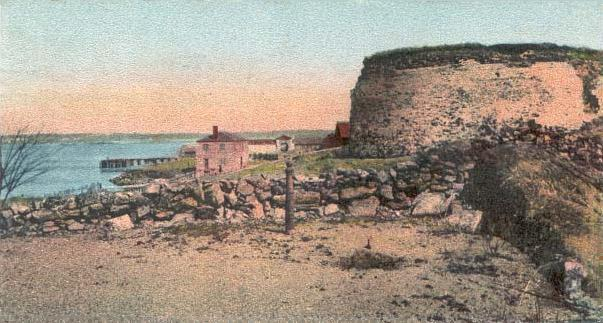
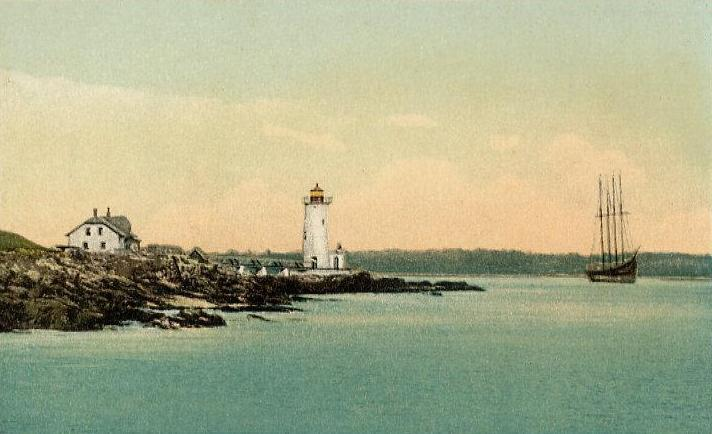